# Pretty Guardian Sailor Moon
Pretty Guardian Sailor Moon es una serie de televisión en imagen real, basada en la historia original de Sailor Moon. Narra las aventuras de Usagi Tsukino, una estudiante de secundaria que un día descubre que es una guerrera que lucha por el amor y la justicia, emitida entre los años 2003 y 2004, siendo inspirada en el manga shōjo creado por Naoko Takeuchi en 1992, constando de 49 capítulos y 3 especiales.
Esta serie fue producida en Japón por la compañía CBC en conjunto con Toei y bajo la supervisión de Takeuchi. La serie se estrenó el 4 de octubre de 2003, en un horario semanal sabatino, a las 7:30 p. m. a través del canal Tokyo Broadcasting System.

## Antecedentes
Naoko Takeuchi después de la serie de anime Sailor Moon, decidió cerrar el universo de "Sailor Moon". Con el abandono de Naoko Takeuchi, Sailor Moon pasó a segundo plano, sobreviviendo sólo en forma de merchandising y videojuegos, puesto que Bandai continuaba explotando la licencia. Tiempo después, y al ver en sus viajes que niños de todo el mundo disfrutaban con "Sailor Moon", pensó en una posible versión real de la serie, y como no era una idea nueva, con las ideas "Está bien! Yo siempre he querido ver una versión en acción real. Esta vez vamos a conquistar el mundo con una serie real". Y con la posterior colaboración de todas las empresas implicadas, nació "Pretty Guardian Sailor Moon".

## Argumento
Pretty Guardian Sailor Moon se basa en el manga original de Naoko Takeuchi (por lo tanto, no se tienen en cuenta los cambios realizados en la serie anime), aunque claro está, incorpora algunas novedades necesarias. 
Naoko se encargó de supervisar su realización, tomándose algunas libertades respecto al argumento, ya que aunque dicha serie se basa en el manga de la autora, decidió realizar varios cambios en la historia y los personajes para que no fuera una versión exacta del manga, pues lógicamente los telespectadores y fanáticos conocerían todo lo que sucedería durante el desarrollo de la trama.
Usagi Tsukino era una chica normal como cualquier otra, quizás más llorona y perezosa que cualquier otra niña, pero un día una misteriosa gata de felpa cayó del cielo sobre su cabeza y empieza a perseguirla. Esto confunde a Usagi, que termina por descubrir que la gata es Luna, una gata parlante que le encomienda a Usagi la misión de encontrar a las otras guerreras guardianas, a la princesa del Milenio de Plata y al Cristal de Plata, un objeto místico de gran poder. Para cumplir dicha misión, le obsequia unos artículos mágicos: un collar para transformarse en Sailor Moon, un celular con cámara incorporada que le sirve como comunicador y también para disfrazarse de lo que sea, y una pluma mágica.
Pero Usagi no está sola en su misión, ya que un misterioso hombre enmascarado llamado Tuxedo Mask la defiende en todo momento de los numerosos ataques del Dark Kingdom, un grupo malvado a las órdenes de la Reina Beryl, que quieren encontrar a la princesa antes que las guardianas.
Con el tiempo conoce a su compañera de escuela Ami Mizuno (Sailor Mercury), la sacerdotisa local Rei Hino (Sailor Mars), la estudiante transferida Makoto Kino (Sailor Jupiter) y la cantante y famosa Sailor V Minako Aino (Sailor Venus), sus amigas y compañeras guerreras que la ayudan en su misión, y que Venus podría ser la princesa que tanto buscan.

## Elenco y personajes
- Usagi Tsukino / Sailor Moon ... Mikako Komatsu
- Ami Mizuno / Sailor Mercury ... Keiko Kitagawa
- Rei Hino / Sailor Mars ... Mika Nakashima
- Makoto Kino / Sailor Jupiter ... Eri Kitamura
- Minako Aino / Sailor V / Sailor Venus ... Aoi Miyazaki
- Mamoru Chiba / Tuxedo Kamen ... Jōji Shibue
- Reina Beryl ... Aya Sugimoto
- Luna (voz) ... Akemi Okamura
- Jedeite ... Jun Masuo
- Nephrite ..... Hiroyuki Matsumoto
- Zoicite ... Yoshito Endou
- Kunzite ... Akira Kubodera
- Artemis (voz) (Act.11) ... Akio Ōtsuka
- Naru Osaka ... Sayaka Kanda
- Motoki Furuhata ... Kikawada Masaya
- Ikuko Tsukino ... Moriwaka Kaori
- Haruna Sakurada ... Otakara Tomoko
- Momoko Kimura ... Kiyoura Natsumi
- Kanami Abe ... Hirai Aiko
- Shingo Tsukino ... Takeshi Naoki
- Luna Nekono ... Miyū Tsuzurahara

## Música
| DJ MOON - Pretty Guardian Sailor Moon DJ MOON 1 - Pretty Guardian Sailor Moon DJ MOON 2 - Pretty Guardian Sailor Moon DJ MOON 3 Koro-chan Packs - Pretty Guardian Sailor Moon Koro-chan Pack 1 - Pretty Guardian Sailor Moon Koro-chan Pack 2 - Pretty Guardian Sailor Moon Koro-chan Pack 3 | Moonlight Real Girl CD Box - Pretty Guardian Sailor Moon Moonlight Real Girl CD Box: Disc 1 Original Soundtrack “Rare Track Collection”. - Pretty Guardian Sailor Moon Moonlight Real Girl CD Box: Disc 2 One Night Limit of the Special radio program s DJ Moon - Pretty Guardian Sailor Moon Moonlight Real Girl CD Box: Disc 3 Minako Aino's original album I'll Be Here Otros álbumes - Pretty Guardian Sailor Moon Original Song Album "Dear My Friend" - Pretty Guardian Sailor Moon ~ Complete Song Collection ~ |

## Diferencias con el manga y el anime
- Todos los Monstruos Malignos (妖魔 Yōma?), incluso aquellos que participan en historias tomadas directamente del anime o el manga, son cambiados por otros creados especialmente para la serie.

- Las historias y personalidades de los protagonistas fueron ligeramente modificadas para actualizarlas y hacerlas más agradables para los espectadores; Los cambios no solo se centran en las Senshi, sino que se extienden a sus familias, amigos e incluso a los miembros del Dark Kingdom.

- Los uniformes de las guerreras se basan directamente de los que utilizan en la versión del manga, a diferencia del anime en el que detalles como los cinturones y otros accesorios fueron eliminados. También, en sus versiones civiles, las chicas son azabaches o castañas como cualquier jovencita japonesa y el color de cabello es añadido cuando se transforman.

- Mientras que en el manga Mamoru no tenía ningún compromiso y en el anime salía con Rei, en esta versión está comprometido con una mujer llamada Hina; hasta que ella termina con él, porque ella descubre que él no la ama realmente.

- Luna y Artemis son animales de peluche, en vez de gatos reales. Con el poder del Cristal de Plata, Luna puede transformarse en humana y subsequentemente en Sailor Luna.

- Ami es secuestrada por el Dark Kingdom y transformada en Dark Mercury.

- Los Cuatro Reyes Celestiales (四天王 Shitennō?) crean un clon maligno de la Reina Beryl conocido como Mio Kuroki, fingiendo ser una aparente cantante rival de Minako, es enviada a la Tierra para destruir las vidas de Usagi y sus amigas. Al final Mio revive e intenta sabotear la boda de Mamoru y Usagi cuatro años después de la muerte de Beryl.

- Los Shitenno reciben un rediseño acorde con sus personalidades. Después de ser derrotados son revividos como civiles comunes y participan junto a Mamoru en las batallas.

- Los aparatos que usan las chicas para transformarse y atacar cambian por otros más modernos. El broche de Usagi cambia a un collar, las plumas transformadoras pasan a ser brazaletes. Asimismo, las chicas reciben celulares con los cuales pueden copiar la ropa de otras personas y comunicarse entre ellas. También, Usagi tiene el Moon Stick (llamado en la versión en imagen real como «Moonlight Stick») desde el principio, y cada chica recibe un arma que se encontraba dormida en su Sailor Star Tambourine. Ami recibe una espada de hoja azul, Makoto una Lanza eléctrica y Minako y Rei un par de dagas que usan en conjunto (y el caso de que una de las dos no pueda luchar, la otra usará ambas).

- Sailor Moon se transforma en una versión mucho más poderosa de ella misma cuando el fantasma de la princesa Serenity se apropia de su cuerpo. Esta transformación es exclusiva de esta serie.

## Ataques de las Sailor
En esta serie se agregaron nuevos ataques a las sailors, con el fin de que no fuera una copia exacta del manga. Entre los ataques tenemos:

### Sailor Moon
- Moon Tiara Boomerang: Consiste en arrojar su tiara al enemigo, transformándola en un boomerang.
- Moon Healing Escalation: No es un ataque, sino un poder curativo. Consiste en utilizar su moonlight Stick para curar a la gente de los Youmas que los poseen.
- Moon Twilight Flash: Consiste en lanzar un poderoso rayo al oponente que libera de su Moonlight Stick.
- Espada Al transformarse en Princess Sailor Moon, Usagi obtiene una gran espada de colores con la que puede reflejar los ataques del oponente.
- Arpa La espada de Princess Sailor Moon puede cambiar su forma mágicamente para convertirse en un Arpa que alivia el sufrimiento de las Senshi.

### Sailor Mercury
- Mercury Aqua Mist: Ataque de niebla que confunde al oponente, ataque similar a Shabbon Spray del anime.
- Shine Aqua Illusion: Ataque de agua congelante.
- Mercury Aqua Blizzard: Ataque parecido al Shine Aqua Illusion.
- Mercury Aqua Cyclone: Ataque de agua a chorro que es para casos de puntería
- Mercury Aqua Storm: Ataque con el Star Tambouribe que lanza un caos de agua.

Además posee un Star Tambourine, regalo de Artemis, que aumenta el poder de sus ataques. Su Star Tambourine se transforma en una espada lanza agua

### Sailor Mars
- Akuryo Taisan: Ataque que aleja a los espíritus malignos, puede realizarlo sin necesidad de transformarse, pero si está transformada aumenta su poder de ataque y su rapidez.
- Youma Taisan: Ataque similar a Fire Soul, consiste en lanzar una bola de fuego contra su oponente.
- Burning Mandala: Ataque invocando todos los planetas creando un gran derroche de fuego solo lo usa una vez en la serie

Su Star Tambourine se transforma en una pequeña espada Lanza Fuego al igual que Venus

### Sailor Jupiter
- Supreme Thunder: Consiste en generar rayos y dirirgirlos hacia el oponente.
- Flower Hurricane: Consiste en crear un torbellino de flores y dirigirlo hacia el oponente.
- Jupiter Thunderbolt: Con la ayuda de su Star Tambourine, crea una bola de electricidad que arroja hacia su oponente.
- Ataque sin nombre: Un ataque que no fue nombrado en la pantalla. Consiste en enviar energía verde en una forma similar al "World Shaking" de Sailor Uranus.

Su Star Tambourine se transforma en una lanza que atrae rayos.

### Sailor Venus
- Crecent Beam: Carece de invocación, y consiste en crear un rayo de luz que sale del dedo índice de la mano derecha y dirigirlo hacia el oponente. Toma su nombre del manga/anime, ya que aunque nunca lo nombra, el ataque es indudablemente el mismo.
- Venus Love-me Chain: Saca la cadena que lleva en su cintura y la utiliza como arma, ya que puede extenderse indefinidamente. También sirve como defensa, tanto usándola para parar ataques físicos (espadas), como para mágicos, haciéndola girar frente a sí creando una especie de escudo.
- Rolling Heart Vibration: Fuerte ataque que lanza un impacto de energía en forma de corazón.

Su Star Tambourine se transforma en una espada pequeña

### Sailor Luna
- Luna Sucre Candy: es un poder que lo inicia con su vara de la luna que lanza dulces y explotan al enemigo.

### Ataques conjuntos de las Sailor Senshi
- Moonlight Attractive Attack: Sailor Mercury, Mars, Jupiter y Venus concentran el poder de sus Sailor Star Tambourines y lo envían a Sailor Moon, que lo proyecta con su cetro hacia el enemigo. Este ataque se puede realizar con, como mínimo, tres guerreras aparte de Usagi.
- Sailor Planet Attack: Ataque conjunto en el que cada sailor scout concentra su poder y lo lanza combinado con el de las demás. Tampoco es necesario la presencia de las cinco (aunque presumiblemente, cuantas más sailor más fuerte resulta el ataque).
- Ataque sin nombre:Ataque exclusivo de Sailor Mercury, Mars, Jupiter y Venus, consiste en lanzar un rayo formado de estrellas desde sus Sailor Star Tambourine.

## Lista de episodios
Pretty Guardian Sailor Moon consta de 49 episodios en 1 temporada, los episodios son llamados "Act" o "Actos".
1. El inicio de la historia
2. Aparece Sailor Mercury
3. Rei es Sailor Mars
4. ¿Tuxedo Kamen es el enemigo?
5. ¿Ami-chan es una buena amiga?
6. La nueva estudiante es Sailor Jupiter
7. ¡Mamoru conoce mi secreto!
8. Rei y la relación con su padre
9. ¡Yo protegeré el Cristal de Plata!
10. La aparición de la Reina Beryl
11. ¡Conocí a Minako-chan!
12. ¡Sailor V es la Princesa!
13. Kunzite: el último de los Shitennou
14. ¿Usagi es un youma?
15. Buscando las joyas de Minako
16. ¡Salvemos a Naru-chan!
17. Rei conoce la verdad sobre Minako
18. Finalmente las 5 Senshis se reúnen
19. Usagi y el Día de San Valentín
20. ¡Hina y Mamoru se van a casar!
21. Algo extraño le pasa a Ami-chan
22. ¡Ami-chan es nuestra enemiga!
23. Rei canta para ser mejor Senshi
24. No puedo olvidarme de Mamoru
25. ¡Mamoru es Tuxedo Kamen!
26. La verdadera Princesa es... ¡Usagi!
27. Aparece Sailor Luna
28. ¡Ami-chan está de regreso!
29. Mio Kuroki: la rival de Minako
30. Mio engaña a Usagi-chan
31. Makoto quiere ser mejor Senshi
32. Usagi quiere ir a Londres
33. Problemas entre padres e hijas
34. Ami y Rei tratan de resolver sus problemas
35. ¿Qué? ¿¡Minako-chan es Sailor Venus?!
36. La Reina Beryl se revela a Mamoru
37. La Princesa desaparece... y también Usagi
38. La decisión de Mamoru
39. ¿Endymion ahora es nuestro enemigo?
40. Minako vs. "Mars Reiko"
41. Makoto no puede estar sola
42. Usagi debe controlar la fuerza del Cristal de Plata
43. Mamoru se reencuentra con Usagi
44. La muerte de Zoicite
45. ¡Debo terminar la misión de mi vida pasada!
46. Minako está atrapada en sus recuerdos
47. Minako muere por su enfermedad
48. Las Senshis luchan para salvar el planeta
49. El Gran Final

### Especiales para DVD
Debido al éxito de la serie para Televisión decidieron crear dos capítulos especiales para DVD, un vídeo de baile llamado Super Dance Lessions y un DVD del musical Kirari Sailor Dreams Live
- Especial Act: La historia comienza 4 años en el futuro y nos presenta a unas Chicas ya adultas, esperando ansiosas la boda de Usagi y Mamoru, y su enfrentamiento contra Mio Kuroki, una mujer misteriosa que se proclama como nueva Reina del Dark Kingdom.
- Act Zero: Acto especial que narra las aventuras de Minako Aino como Sailor V.
- Super Dance Lessions: Las chicas le enseñan a Luna (con forma humana) a bailar las canciones de la Serie.
- Super Kirari Sailor Dreams Live!: Una presentación en vivo, similar a los Sera Myu con las actrices de la serie.
- El nacimiento de Tuxedo Mask: Narra como Mamoru adquiero sus poderes.
- Hina... el después: Cuenta la vida de Hina la ex-prometida de Mamoru, tras el rompimiento de ellos.